# Thalassoma lunare
Thalassoma lunare is een straalvinnige vis uit de familie van de lipvissen (Labridae). De wetenschappelijke naam van de soort werd als Labrus lunaris in 1758 gepubliceerd door Carl Linnaeus.
Deze actieve vis kan een lengte bereiken van 25 cm. Evenals de regenbooglipvis is de vis hermafrodiet. Alle vissen beginnen daarbij als vrouwtjes. Mannetjes vertonen puntige uitlopers aan de staartvin en maken vaak deel uit van haremgroepen nabij het koraalrif. Het lichaam is langwerpig met een groenige basiskleur. Juveniele dieren hebben een blauw achterlichaam en een zwarte stip op het midden van de rugvin. Volwassen mannetjes hebben een diepblauw gekleurde kop, vooral tijdens de paaitijd, en een maanvormige staartvin. Op de kop bevinden zich grillige roodachtige en groene strepen. De vis komt voor in de Indische Oceaan, Stille Oceaan en Rode Zee.